# Sergi Ricart Ibars
Sergi Ricart Ibars   (Lleida) és un guia de muntanya, fotògraf, escriptor, alpinista, dibuixant, viatger i documentalista audiovisual català.

## Trajectòria
Ricart ha caminat durant mesos pels Andes i l'Himàlaia. També va seguir el riu Ganges des de la Glacera Gangotri fins a Calcuta durant quatre mesos. D'ençà el 2011, s'ha centrat a explorar la llera del riu Mekong. El seu naixement es troba en una zona remota a l'altiplà del Tibet, on es localitzen alguns cims de cinc mil metres que Ricart va ascendir per primer cop. Més endavant, va entrar a la província de Yunnan on es va retrobar amb el Mekong i va comprar una bicicleta i unes alforges per a continuar pedalant més de tres mil quilometres, travessant Myanmar, Laos, Tailàndia, Cambodja i Vietnam, fins al delta del riu a prop de la ciutat Ho Chi Minh. Deu anys més tard, després que Francesc Bellmunt li ensenyés les nocions bàsiques de muntatge cinematogràfic, va convertir el material que va gravar en aquella aventura en un documental, El riu dels set noms, amb veu en off de l'actriu Sílvia Bel i música de Borja Penalba.
Entre febrer i juny del 2015, Ricart va estar a Ilulissat, a la costa oest de Groenlàndia, dins del cercle polar àrtic, on va treballar de guia. El 2023 va treballar a la Base Antàrtica Joan Carles I de l'Illa Livingston, a l'Antàrtida.

## Obra publicada
- Foc al faro! La festa de les falles al Pirineu.  Taüll: Alpinart, 2012. ISBN 978-84-616-0430-2.